# Brachycephaloidea
Brachycephaloidea (лат.), или Terrarana (лат.) — надсемейство бесхвостых земноводных. Группа претерпела серьёзные изменения в своей таксономии благодаря множественным молекулярным филогенетическим анализам в последние годы. До 2008 года все виды входили в одно большое семейство Brachycephalidae. Характерной особенностью данной группы является кладка яиц вне водоёмов и отсутствие стадии головастика. Развитие личинок происходит внутри яиц, отложенных во влажных местах на суше, из которых вылупляются молодые лягушки. Населяют тропики, субтропики и Андские регионы Нового Света.

## Классификация
На январь 2023 года в надсемейство включают 5 семейств, 6 подсемейств и 3 отдельных рода, пока не включённых ни в одно из семейств, с общим количеством 1240 видов:
- Brachycephalidae Gunther, 1858 — Короткоголовы, или короткоголовые (78 видов)
- Ceuthomantidae Heinicke, Duellman, Trueb, Means, MacCulloch, and Hedges, 2009 (4 вида)
- Craugastoridae Hedges, Duellman, and Heinecke, 2008 (129 видов)
- Eleutherodactylidae Lutz, 1954 (238 видов)
- Strabomantidae Hedges, Duellman, and Heinecke, 2008 (787 видов)

Рода incertae sedis:
- Atopophrynus Lynch and Ruiz-Carranza, 1982 — Перепончатоноги (1 вид)
- Dischidodactylus Lynch, 1979 (2 вида)
- Geobatrachus Ruthven, 1915 — Земляные лягушки (1 вид)